# Gitterkreuz (Heraldik)
Das Gitterkreuz kann in der Heraldik eine gemeine Figur oder ein Heroldsbild sein. Dargestellt ist eine Kreuzform aus mehreren schmalen an den Kreuzungsstellen verbundenen oder verflochtenen Stäben. Der Abstand zwischen den in gleicher Richtung laufenden Stäben ist ähnlich ihrer Einzelbreite, und die Gesamtbreite der von ihnen gebildeten Kreuzbalken entspricht einem heraldischen Balken bzw. Pfahl, also 1/3 oder 2/7 der Schildbreite. Wenn die Stäbe tingiert sind, sind sie dies zumeist einheitlich, aber üblicherweise abweichend von der Schildfläche.
Eine symbolische Bedeutung des Gitterkreuzes ist nicht bekannt.
Nach Gritzner besteht das Gitterkreuz „aus 4 schmalen Stäben, von denen je 2 übereinandergelegt sind, so daß sie die Form eines gemeinen Kreuzes bilden“. Ein Kreuz aus mehr als 4 Stäben bezeichnet Gritzner als Gitter.
Bei anderen Autoren wird die Bezeichnung „Gitterkreuz“ weiter gefasst und auch für Kreuze mit mehr als zwei Stäben pro Richtung verwendet.
Für Gitterkreuze mit zwei bzw. drei Stäben pro Richtung finden sich auch die Bezeichnungen Zwillingskreuz und Drillingskreuz. Sind die Stäbe am Kreuzungspunkt verflochten (sichtbar wechselweise übereinandergelegt) statt verbunden, spricht man auch von einem Flechtgitterkreuz oder einfach Flechtkreuz. Sind die Stäbe wesentlich dünner als der Abstand zwischen ihnen, spricht man von einem Fadenkreuz.
Die Bezeichnung findet sich in Einzelfällen auch als allgemeinsprachliche Benennung einer gemeinen Figur ohne Bezug auf die heraldische Terminologie. So lautet die Blasonierung des Wappens von Großsolt: „In Grün eine goldene Hausmarke in Form eines gestürzten, aus sechs Rauten bestehenden lateinischen Gitterkreuzes, von denen diejenige, welche die Kreuzungsstelle bildet, vergrößert ist.“ In diesem Fall benennt „Gitterkreuz“ das aus gitterähnlichen Elementen zusammengesetzte Kreuz.

Gitterkreuz nach Gritzner
Flechtgitterkreuz
Zwillingsfadenkreuz
„Flechtkreuz mit leicht auseinander geschobenen Kreuzbalken“ (Wappen der Einheitsgemeinde Möser)
Wappen von Rockeskyll mit Gitterkreuz als gemeiner Figur
Wappen von Großsolt